# پیست دوچرخه‌سواری بین‌المللی جاکارتا
پیست دوچرخه‌سواری بین‌المللی جاکارتا (اندونزیایی: Gelanggang Olahraga Velodrome) یک پیست دوچرخه‌سواری در شهر جاکارتا، اندونزی است.
این پیست که در سال ۱۹۷۳ تأسیس شده دارای ۳٬۵۰۰ نفر ظرفیت می‌باشد. مسابقات دوچرخه‌سواری پیست بازی‌های آسیایی ۲۰۱۸ در این ورزشگاه برگزار شده‌است.